# Heteronotus fuscoflavus
Heteronotus fuscoflavus är en insektsart som beskrevs av Boulard 1980. Heteronotus fuscoflavus ingår i släktet Heteronotus och familjen hornstritar. Inga underarter finns listade i Catalogue of Life.